# Jüdischer Friedhof (Mirotice)
Koordinaten: 49° 26′ 1,8″ N, 14° 2′ 11,3″ O

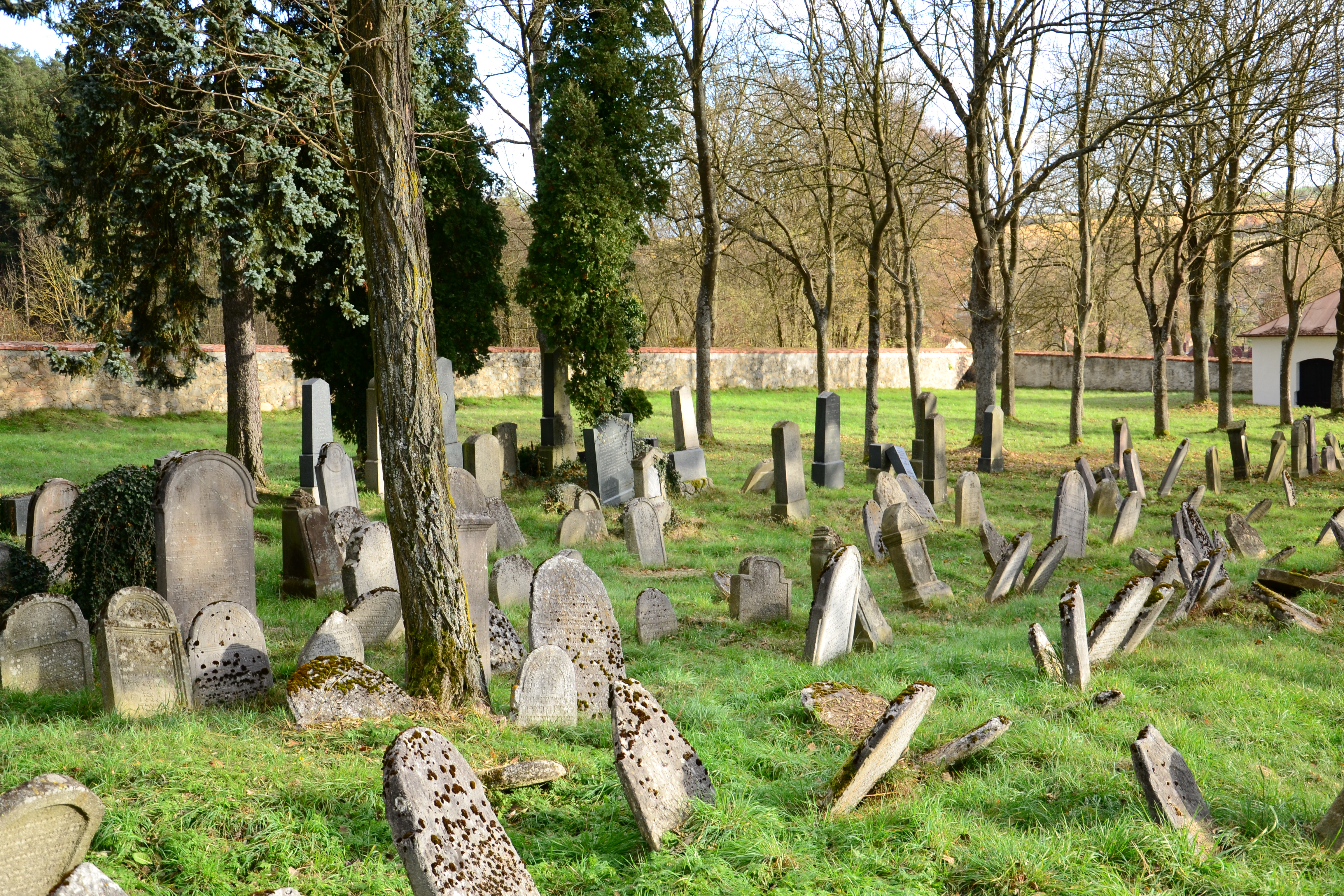
Jüdischer Friedhof in Mirotice

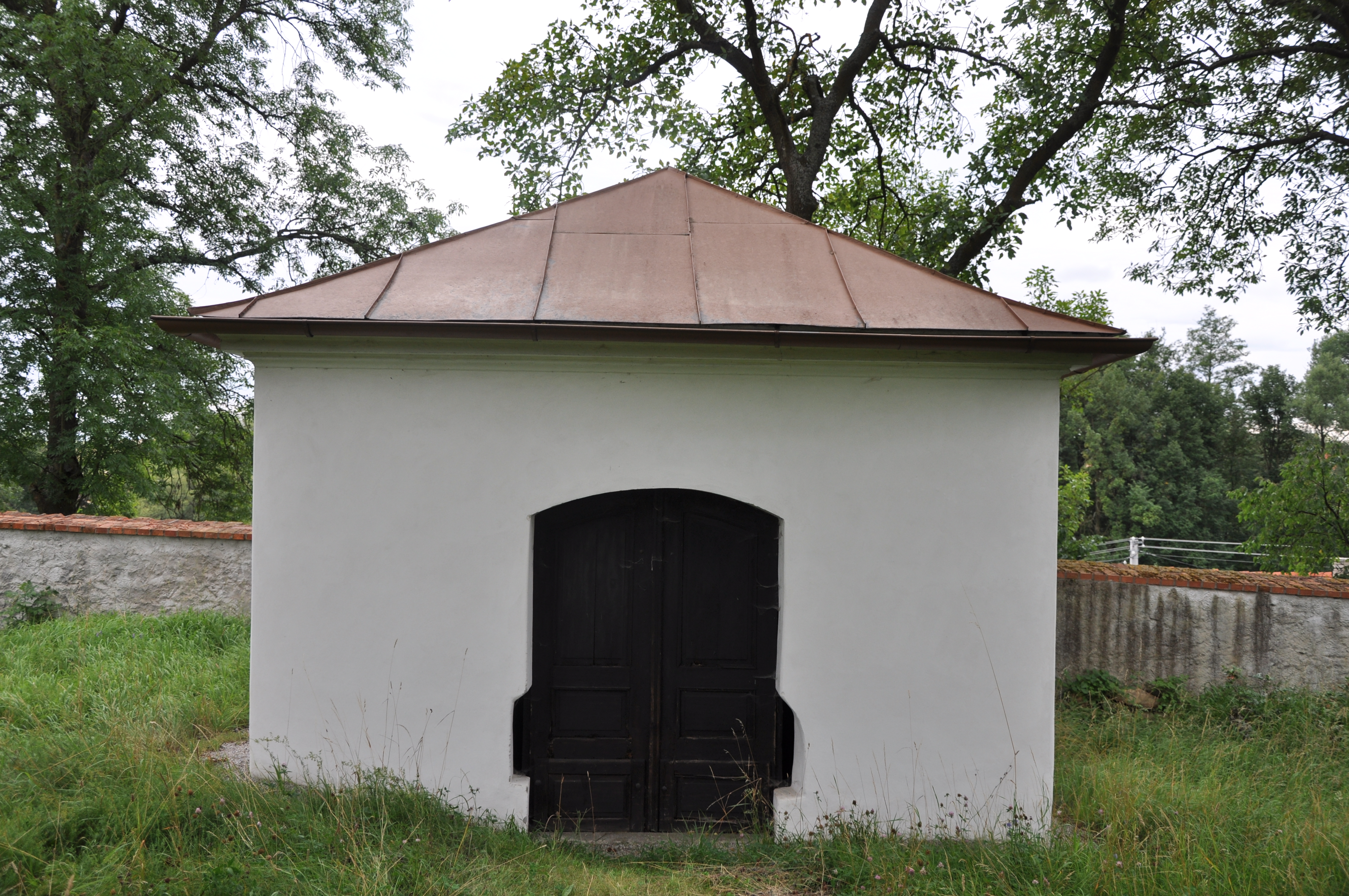
Taharahaus

Der Jüdische Friedhof in Mirotice (deutsch Mirotitz), einer tschechischen Stadt im Okres Písek der Südböhmischen Region, wurde vermutlich um 1640/1650 angelegt. Der jüdische Friedhof nördlich des Ortes ist seit 1988 ein geschütztes Kulturdenkmal.
Auf dem 3417 Quadratmeter großen Friedhof sind noch mehrere hundert Grabsteine vorhanden.
Das Taharahaus wurde in den letzten Jahren renoviert.